# 尾崎訒
尾崎 訒（おざき しのぶ、1934年1月31日 - ）は、日本の材料工学者。
コンクリート特性研究でコンクリート構造物の耐久性向上技術に尽力した。室蘭工業大学での研究の他、イーエス総合研究所で技術顧問を行った。

## 経歴[1]
1957年 室蘭工業大学土木工学科卒業。1959年 北海道大学大学院工学研究科土木工学専攻 修士課程修了。
1959年 室蘭工業大学 講師（土木工学科）。昭和36年 室蘭工業大学 助教授。
1972年 工学博士（北海道大学）。昭和48年 室蘭工業大学工学部 教授。
1975年 文部省 在外研究員（カナダ カルガリー大学）。
1986年 室蘭工業大学 学生部長。昭和62年 室蘭工業大学 保健管理センター所長。
1994年 室蘭工業大学 図書館長。平成11年 室蘭工業大学 定年退職。
1999年 室蘭工業大学 名誉教授。平成12年 (株)イーエス総合研究所 技術顧問。平成24年11月 瑞宝中綬章受章。